# Sava Grujić
Sava Grujić (en serbio cirílico: Сава Грујић, pronunciado [sâvə grooit͜ɕ]. Kolari, Smederevo; 25 de noviembre de 1840-Belgrado, 3 de noviembre de 1913) fue un escritor, diplomático, militar y político serbio que desempeñó cinco veces el cargo de primer ministro del Reino de Serbia entre 1887 y 1906, con dos monarcas diferentes.
Como oficial, Grujić participó en las dos guerras serbo-otomanas (1876-77; 1877-78) que llevaron a la independencia total de Serbia del Imperio otomano; estratega, redactó el plan bélico, antes de que lo nombrasen ministro de la Guerra, puesto en que acometió reformas militares para fortalecer el Ejército antes de la victoria de este frente a los otomanos. Valiente e ingenioso en el campo de batalla, también fue un diplomático de talento que defendió los que consideraba intereses del país ante los Gobiernos europeos. Fue representante diplomático de Serbia ante el Imperio ruso, el otomano, Bulgaria y Grecia antes de asumir el cargo de ministro de Relaciones Exteriores. Durante el conflicto entre Rusia, el Imperio otomano y Austria, fue enviado especial en Constantinopla para negociar con los otomanos en nombre del Imperio ruso.
Hábil político, fue uno de los dirigentes del Partido Radical del Pueblo. Desempeñó los cargos de primer ministro, ministro de Defensa y de Relaciones Exteriores en varias ocasiones entre 1876 y 1910 con soberanos de la dinastía Karađorđević y de la Obrenović. Durante su mandato como primer presidente radical del Consejo de Ministros, supervisó la promulgación de una nueva Constitución que sirvió de marco para la liberalización y democratización de la sociedad serbia. Encabezó la delegación de Serbia en la segunda conferencia de paz que condujo a la firma de la Convención de La Haya de 1907. Fue miembro honorario de la Academia de las Artes y de las Ciencias de Serbia, escribió muchos libros sobre diplomacia, organización militar y guerra, algunos de los cuales todavía están en uso. Se lo considera uno de los fundadores de Yugoslavia, en cuya creación tuvo un papel fundamental. Fue un hábil negociador y diplomático y, con algunos de sus contemporáneos liberales, aportó ideas para la formación de un Estado sudeslavo.

## Juventud y educación
Sava Grujić nació el 25 de noviembre de 1840 en Kolari, un pueblo del distrito de Semendria, apenas diez años después de que Serbia deviniera en principado semiindependiente después de tres siglos y medio de gobierno otomano. Su abuelo paterno fue Gruja Ilić, hermano y edecán de Vole Ilić, un conocido vaivoda (jefe militar) que se distinguió en la batalla de Suvobor y en el sitio de Belgrado durante el primer levantamiento serbio.
La infancia de Grujić estuvo marcada por los enfrentamientos entre los insurrectos y las autoridades otomanas. Cursó la enseñanza primaria en la escuela de su pueblo y luego, merced a un sacerdote ortodoxo y un funcionario público que reconocieron su capacidad, pudo marchar a Belgrado a recibir la secundaria.

## Comienzos en la carrera militar

### Cadete y teniente
En 1856 Grujić asistió a la Academia Militar de Belgrado, que por entonces se conocía como Escuela de Artillería y se había fundado apenas seis años antes; fue la primera institución educativa militar de Serbia, y englobaba una escuela secundaria militar y una escuela de defensa nacional en la que se formaba a los futuros oficiales. Los profesores eran prusianos, situación que perduró hasta 1861.

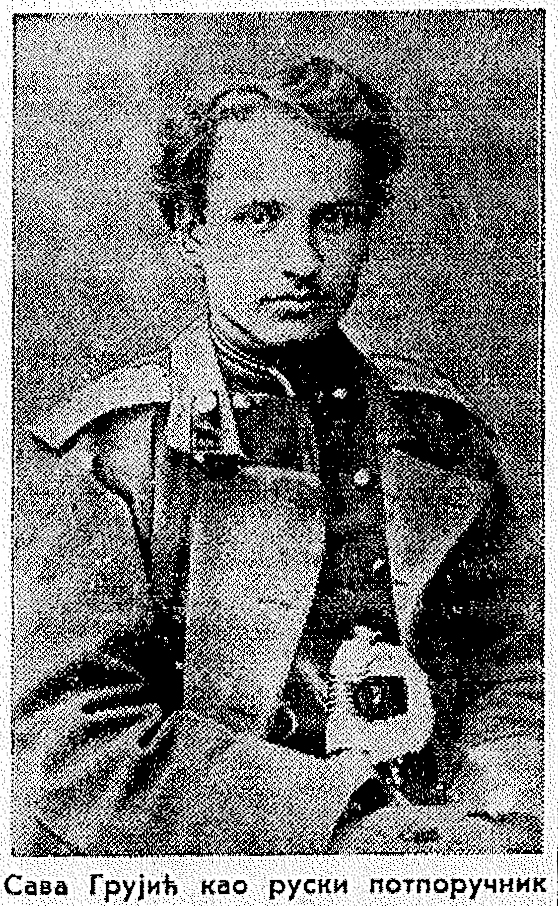
Grujić, por entonces alférez del Ejército imperial ruso

Se graduó con buenas notas como subteniente de artillería y marchó entonces a la Academia Militar Prusiana de Berlín para continuar su formación militar y el estudio práctico de la artillería. Por entonces, la Academia era la principal institución militar del Reino de Prusia dedicada a la formación de oficiales del Estado Mayor. Grujić se graduó en diciembre de 1864 y marchó al Imperio ruso para completar sus conocimientos teóricos de artillería; ingresó en la 23.ª Brigada de Artillería, acuartelada en San Petersburgo. Al mismo tiempo, solicitó y obtuvo una plaza en la Academia de Artillería Mijailovski en 1865; la Academia preparaba a los oficiales que mandarían las baterías. 
Los artilleros rusos estaban desarrollando por entonces nuevos métodos de disparo a corta distancia. La artillería rusa estaba en plena reforma, impulsada por el ministro de la Guerra, Dimitri Miliutin. Uno de los principales objetivos era la producción de todo tipo de armamento artillero, munición, instrumentos y accesorios necesarios para la artillería. Aleksandr Barantsov, jefe de la Administración Principal de Artillería, era el responsable de la mejora técnica del material artillero, la actualización de la formación y de todas las relativas a la organización de la artillería. La experiencia en el Ejército ruso resultó muy valiosa para Grujić cuando, años más tarde, emprendió la reforma del Ejército serbio.
Grujić pasó los últimos dos años de su adiestramiento en Rusia en el arsenal de San Petersburgo. Regresó a Serbia en 1870 tras graduarse, fue ascendido a capitán y nombrado primer director del arsenal estatal serbio sito en Kragujevac, en calidad de experto en artillería y armamento, y luego jefe de control de la artillería. Kragujevac era el principal centro serbio de producción de armas y modernización de armamentos, y la fábrica de armas de Kragujevac era además la mayor factoría del principado.

## Formación política

### Nacionalismo liberal y unidad eslava
En 1861, Grujić estaba en Prusia estudiando en la Academia Militar cuando estalló un levantamiento en la Polonia rusa; los insurrectos se levantaron contra las autoridades rusas inspirados por el nacionalismo romántico y revolucionario que estaba barriendo Europa en ese momento. Grujić viajó a Polonia y se sumó a la rebelión. Luchó junto a su compañero y voluntario serbio Jevrem Marković, otro graduado de la Academia Militar de Belgrado que también había sido enviado a Prusia para estudiar (en su caso, para formarse como oficial de caballería). Después del fracaso del levantamiento, Grujić regresó a Berlín y pudo retomar los estudios, mientras que Marković volvió a Belgrado.
Participó activamente en la fundación de una organización llamada Srpska opština (Comuna serbia). Dimitrije Durić, otro oficial de artillería, era el presidente, Grujić, el vicepresidente y el hermano mayor de Jevrem Marković y notorio socialista radical Svetozar Marković, el secretario. El objetivo de la Comuna era «el establecimiento de relaciones fraternales entre todos los serbios de Rusia», con el objetivo de cooperar en el «progreso general» del pueblo y la nación serbios. También se inspiraron en Omladina (Juventud), una organización juvenil serbia cuyos miembros reclamaban la formación de un movimiento juvenil panserbio, el establecimiento de la monarquía constitucional en Serbia e incluso la formación de una República de los Balcanes.
Grujić volvió a Serbia en 1871 tras siete años en Rusia para administrar la fábrica de armas Kragujevac; se unió a una sociedad revolucionaria secreta llamada Junta Principal para la Liberación Serbia, con sede en la misma Kragujevac y fundada por miembros de Omladina y por otros nacionalistas oriundos de los territorios de población sudeslava; el grupo propugnaba la «liberación» y unión del territorio otomano habitado por serbios.

### Del socialismo al radicalismo

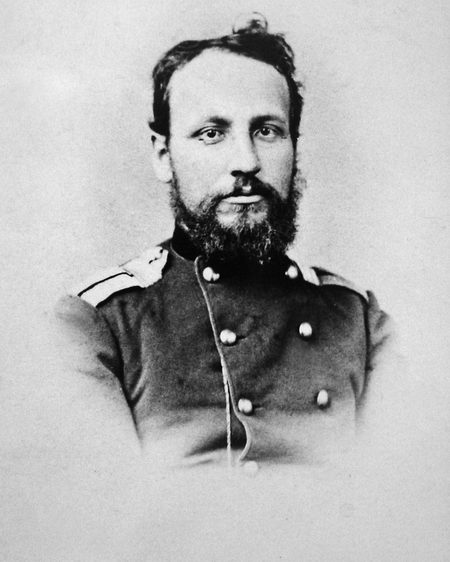
Grujić como capitán, hacia 1871

El grupo comenzó a publicar un periódico Javnost (El Público), cuyo director fue Marković. La publicación se proclamaba el segundo periódico socialista de Serbia, trataba asuntos políticos de actualidad y llevó a cabo una campaña en favor de la libertad de prensa. El primer número del periódico apareció el 8 de noviembre de 1873 y trató la multitud de problemas políticos y económicos que afrontaba Serbia: el endeudamiento campesino y la bancarrota, la usura, la corrupción burocrática, el estrangulamiento de la zadruga y la opština por el opresivo régimen policial; Javnost prometía trabajar por la eliminación de tales males educando a la opinión pública, dándole una dirección científica y creando a partir de la opinión pública una fuerza que tendría una gran influencia en la solución de lo que consideraba problemas de la nación.
Los editores de Javnost estaban frustrados con la situación de la política serbia y publicaron un artículo en el que se criticaba abiertamente al gobierno y se afirmaba que el pueblo serbio tenía derecho a derrocar al príncipe si este no lo satisfacía. El artículo hizo que el ministro de la Guerra, Kosta Protić, ordenase en diciembre de 1873 el apartamiento de Grujić del servicio, por lo que consideraba asociación «traicionera» de este con el periódico. Por su parte, Svetozar Marković fue detenido, acusado de difamación al príncipe y condenado a nueve meses de cárcel. Grujić fue apartado temporalmente del servicio.

## Levantamiento en Bosnia-Herzegovina y guerra con el Imperio otomano
En julio de 1875, los campesinos de Herzegovina se rebelaron contra los terratenientes y las autoridades otomanas. La insurrección se extendió rápidamente a Bosnia y despertó un sentimiento belicoso en Serbia, que por entonces era aún un principado autónomo parte del Imperio otomano. El príncipe Milan, incapaz de resistir la presión, finalmente decidió declarar la guerra al imperio. Lo hizo el 28 de junio de 1876, aniversario de la batalla de Kosovo. Por entonces el Ejército serbio era en realidad una milicia dotada de armas obsoletas y carente de un verdadero servicio militar para formar a los soldados, que debía de enfrentarse al del Imperio otomano, un Estado con más de cincuenta millones de habitantes con un ejército experimentado y equipado con armas y equipo modernos.

### El plan bélico de Grujić
El consejo de guerra reunido a comienzos de la contienda tuvo que decidir sobre la estrategia que iba a seguirse y sobre los lugares donde se acometería al enemigo. Se propusieron dos planes, uno del mayor Dimitrije Djurić y otro de Grujić; los dos oficiales se habían formado juntos en Rusia. Djurić abogó porque el grueso del ejército se encaminase a Bosnia y Rascia, mientras que Grujić prefería enviarlo al sureste y a Niš, donde se esperaba que los turcos concentraran la mayor parte de sus fuerzas. El consejo de guerra que tuvo que estudiar los dos planes se verificó el 15 de mayo de 1876.

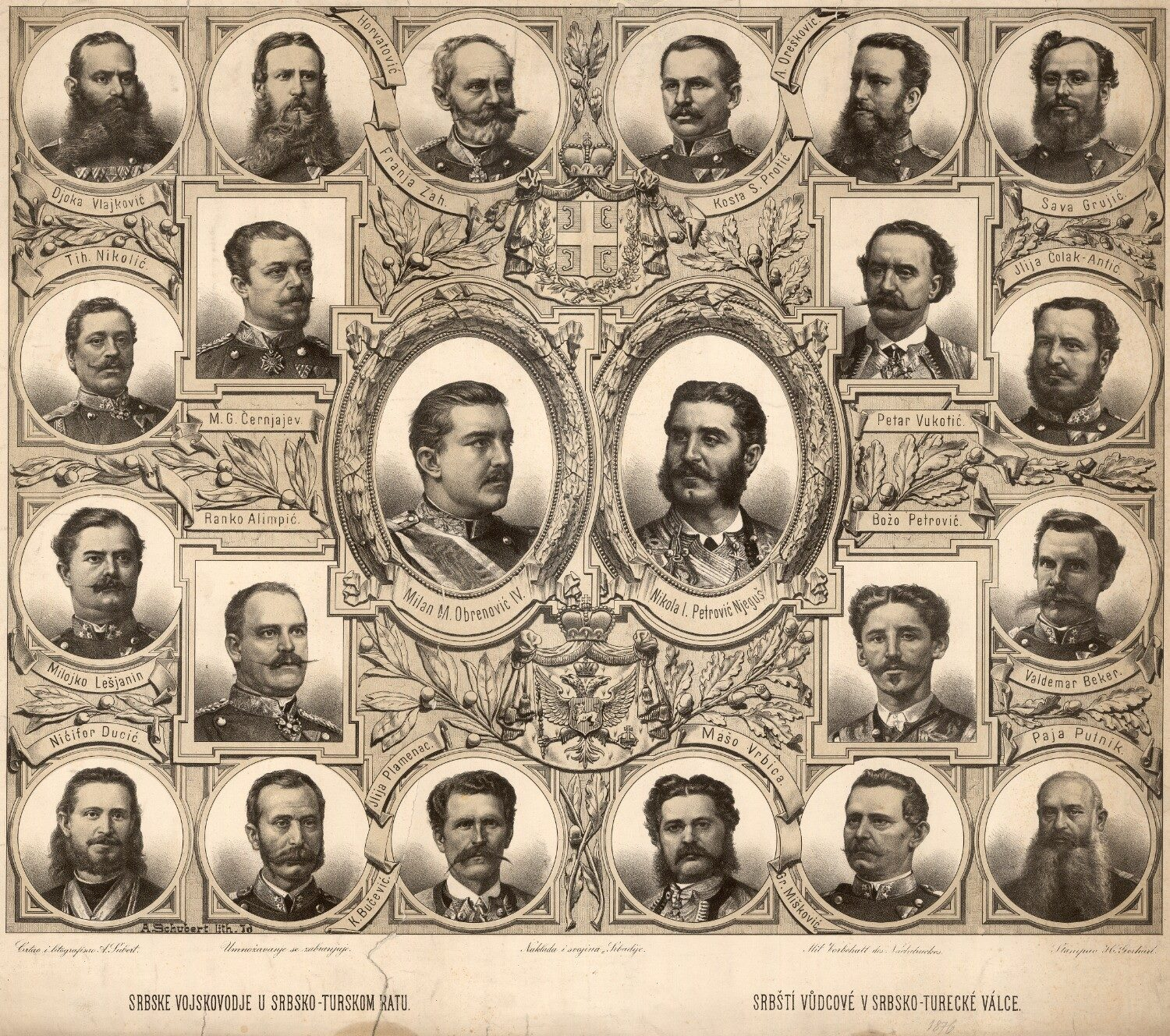
Los jefes militares serbios de la primera guerra serbo-otomana. Grujić aparece en la esquina superior derecha.

Se escogió finalmente la propuesta de Grujić, pensando que, si se concentraban rápidamente las tropas contra el principal centro de reunión enemigo, podría alcanzarse la victoria antes de que este pudiese organizarse debidamente. El objetivo principal del plan era la destrucción total del ejército enemigo.
Siguiendo el plan de Grujić, se decidió concentrar la mayor parte del ejército en la cuenca del Morava y aprovechar luego la esperada lentitud de la movilización otomana, las anticuadas tácticas y la supuesta falta de motivación de sus soldados para atacar. Sin embargo, el Gobierno cambió en el último momento el plan: en vez de una única ofensiva en la región del Morava, se llevarían a cabo ataques en todos los frentes, lo que exigió desviar las tropas que se encaminaban ya hacia las posiciones que debían haber tomado según el plan original.

### Jefe de artillería

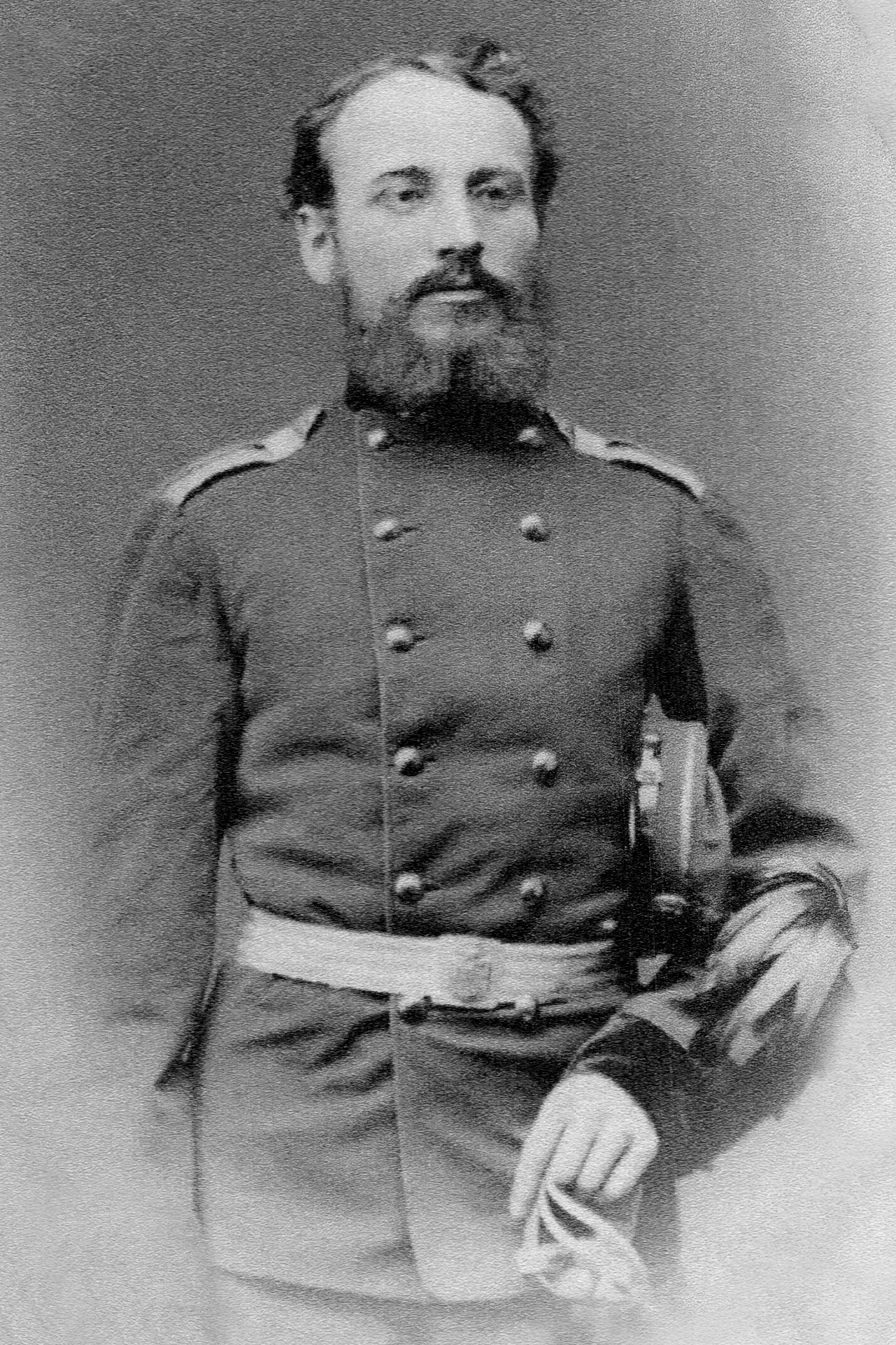
Grujić durante su etapa como jefe de artillería

Grujić fue nombrado jefe de la artillería a las órdenes del general Mijaíl Chernyayev, ruso naturalizado serbio. Este mandaba un ejército conjunto serbo-ruso. Grujić recomendó que Chernyayev quedase como mero asesor sin mando efectivo, pero el príncipe Milán, de veintidós años y con gran fe en Chernyayev, decidió nombrarlo «general en jefe de todas las fuerzas serbo-rusas del frente oriental».
Grujić tuvo un papel destacado en las batallas de la guerra en tanto que jefe de la artillería y a finales de 1876 fue ascendido a coronel.
Contrariamente a las expectativas de Serbia, Rusia no entró oficialmente en la guerra y los cambios realizados en las operaciones desbarataron el plan de Grujić aprobado por el Estado Mayor serbio. La insistencia de Chernyayev en continuar los ataques contra las posiciones fortificadas otomanas tras el fracaso de la ofensiva inicial fue una de las causas de la derrota. Las acometidas del ejército serbio contra Niš, Drina e Ibarska fracasaron. Sin embargo, Rusia presentó finalmente un ultimátum a la Sublime Puerta el 31 de octubre de 1876 que le obligó a firmar el armisticio.

## Ministro de la Guerra

### Un Ejército profesional
Grujić fue nombrado ministro de la Guerra del gabinete presidido por Stevča Mihailović, en plena guerra ruso-turca, pues Rusia había declarado la guerra al imperio vecino el 24 de abril. Serbia y Montenegro entraron en guerra con los otomanos el 13 de diciembre.
Grujić comenzó a reorganizar el Ejército serbio basándose en la experiencia prusiana de las guerras napoleónicas: aumentó las guarniciones de cuatro a ocho batallones y ordenó que cada una de las treinta y dos compañías destinadas a estas tareas quedasen encuadradas en un batallón de la milicia nacional para aumentar el poderío de esta. En agosto de 1877, se estableció una nueva estructura militar: se crearon cinco cuerpos de ejército activos y uno de reserva que sustituyeron a los cuatro que habían existido hasta entonces. Durante los siguientes dos años, Grujić llevó a cabo más reformas importantes en el Ejército, mejorando su capacidad de combate y dándole una nueva organización; consideró que debía reforzar la milicia, por lo que dividió el Ejército regular, que apenas había luchado en la guerra anterior, en unidades menores que sirviesen para encuadrar a las de la milicia. En 1876 el rey Milan había dejado al Ejército regular apartado de los combates, temiendo arriesgar las tropas que consideraba primordialmente un instrumento de protección de la dinastía, pero la reorganización de Grujić hizo de él la columna vertebral de un nuevo Ejército remozado.

### Congreso de Berlín
A principios de 1878, el Ejército serbio se había apoderado de la mayor parte de la cuenca del Morava meridional, conquistado Vranje y Leskovac y llegado hasta Preševo, Vitina y el monasterio de Gračanica cerca de Pristina, que los nacionalistas románticos consideraban el centro del Imperio serbio del Medievo.
El sultán pidió la paz y el 3 de marzo de 1878 se firmó un tratado entre Rusia y el Imperio otomano en San Stefano, un pueblo al oeste de Constantinopla; el artículo tercero del tratado concedía la independencia a Serbia. El reconocimiento internacional a la independencia vino del Congreso de Berlín, el 13 de julio de 1878, que produjo un nuevo tratado que cambió sustancialmente lo dispuesto en el de San Stefano. Se redujeron las ganancias territoriales serbias y Austria-Hungría recibió la administración de Bosnia y Herzegovina. Esto marcó el comienzo de la carrera diplomática de Grujić.

## Servicio diplomático 1878-1887
Grujić demostró pronto ser un político polivalente y un diplomático hábil, por lo que fue enviado como embajador y representante del Reino de Serbia a diversas capitales para reforzar la posición del país en Europa. Unos años más tarde, fue nombrado ministro de Relaciones Exteriores. En 1879, cuando se establecieron por primera vez relaciones diplomáticas entre el Principado de Bulgaria y Serbia, Grujić fue el primer representante diplomático destinado en la corte vecina.
De 1882 a 1884, residió en Atenas en calidad de embajador del nuevo Reino de Serbia. Por entonces Charilaos Trikoupis, que acababa de recibir la Presidencia del Gobierno griego, estaba impulsando un decidido programa de reformas para hacer de Grecia una nación moderna; Grujić participó en muchas negociaciones entre los dos gobiernos balcánicos y la Sublime Puerta.
Residió luego con su familia en San Petersburgo, entre 1885 y 1887, como embajador serbio ante la corte rusa. Fue ascendido a general en 1887. Considerado afín a Rusia, fue despachado como enviado especial a Constantinopla durante el conflicto entre aquella, Turquía y Austria, para negociar con los otomanos en nombre del Imperio ruso.

## Carrera política 1887-1894

### Partido Popular Radical
Si sus primeras preferencias políticas fueron para el partido liberal, Grujić se afilió luego al Partido Radical Popular dirigido por Nikola Pašić. Esta formación se había fundado en 1881 y su ideología se basó inicialmente en el programa socialista de Svetozar Marković, que Grujić conocía desde su primera estancia en Rusia, especialmente en lo relativo a las ideas de Marković sobre el Estado y la soberanía popular. En ese momento no había partidos políticos en Serbia con programas y estructura y únicamente el partido progresista contaba con la autorización legal para actuar como tal. El programa del Partido Radical propugnaba importantes cambios democráticos para Serbia y la «liberación» y unión de todos aquellos considerados serbios. Los radicales abogaban por la reforma constitucional para que todo el poder legislativo correspondiese a la Asamblea Nacional y porque se implantase en el país la autonomía municipal. Fueron los primeros en movilizar al campesinado y en apreciar en la práctica su enorme potencial político.
El periódico radical Autogobierno (samouprava) publicó el programa del partido en enero de 1881. A partir de ese momento, los radicales abandonaron las ideas socialistas de Svetozar Marković y se concentraron en las cuestiones políticas, dejando en segundo plano las económicas o sociales. Críticos con la monarquía e inspirados por las ideas francesas del radicalismo, exigían democracia, derechos civiles y reformas liberales. En política exterior, eran intensamente prorrusos, antiaustríacos y francófilos, lo que hacía inevitable el conflicto con el príncipe, proaustriaco.

### Primer Gobierno de coalición
El partido ingresó por primera vez en un Gobierno en junio de 1887; uno de sus dirigentes, Grujić, fue nombrado ministro de Defensa el 17 de julio de un gabinete de coalición presidido por el liberal Jovan Ristić. Gran parte de la población recibió con alborozo la investidura del nuevo Gobierno. Slobodan Jovanović afirma que la capital estaba atestada de partidarios que habían acudido a la ciudad a felicitar a los ministros radicales por su llegada al poder.
El primer éxito de Grujić y de los radicales había sido el acuerdo que firmaron con los liberales en la primavera de 1886. Este se debió a dos factores principales: la necesidad de legalizar el movimiento radical después de la fallida rebelión de Timok y la posibilidad de ingresar en el Consejo de Ministros. Esto solo era posible mediante un pacto con los liberales, por entonces en la oposición. El acuerdo, no obstante, no supuso acercamiento ideológico algunos entre los dos grupos. Suponía esencialmente una liga electoral que debía permitir a las dos formaciones asumir conjuntamente el Gobierno si salían victoriosas de los comicios. La principal tarea del ese gabinete de coalición fue la reforma constitucional. Los radicales formaron un primer Gobierno exclusivamente con sus partidarios el 19 de diciembre de 1887, cuya presidencia correspondió a Grujić, pero pronto se agravó el conflicto entre ellos y el rey.

### Presidencia y la Constitución de 1888
Grujić era a la vez primer ministro y ministro de Defensa. Su primer acto fue la promulgación de una nueva Constitución ese mismo mes de diciembre de 1888; con ella se establecieron la democracia parlamentaria, los derechos civiles y la autonomía municipal. La Constitución se debía al trabajo conjunto de los tres partidos políticos serbios, pero su espíritu reflejaba fundamentalmente el programa del Partido Radical. Fue una de las constituciones más liberales de la Europa de la época, sentó las bases de una democracia bastante avanzada para el momento y permitió el desarrollo de un sistema político moderno en Serbia. Se basó en la Constitución liberal de Bélgica, que era a su vez una versión ligeramente retocada de la francesa de 1830.
La Constitución de 1888 no proclamó formalmente la soberanía del pueblo, porque el rey Milan Obrenović se opuso expresamente a tal principio, pero limitó considerablemente los poderes regios y, al rebajar el umbral para la obtención del derecho al voto, implantó fundamentalmente el sufragio universal masculino. Cinco sextos de los diputados radicales de la Asamblea Nacional votaron a favor de la Constitución, a pesar de las reservas de algunos representantes radicales; la mayoría  pensó que permitiría la transición a un sistema parlamentario, como había exigido la Asamblea del Día de San Andrés que derrocó al príncipe Alejandro Karađorđević en 1858.
Si el fracaso de la rebelión de Timok había supuesto una victoria del rey sobre los radicales, la promulgación de la nueva Constitución lo fue de estos sobre el monarca. Según lo acordado, el rey comunicó a Grujić, en una carta del 3 de enero de 1888, que permitiría la vuelta de los que se habían exiliado como consecuencia del fallido levantamiento, a excepción de Nikola Pašić. Este ni siquiera fue indultado.
El Gobierno de Grujić deseaba llevar a cabo una reforma militar que dividiese el Ejército en dos: la parte permanente y la suplementaria (para caso de guerra) y presentó en consecuencia un proyecto de ley que se aprobó el 3 de abril de 1888. La ley dividía a los reclutas en tres grupos, de los cuales únicamente el primero quedaba encuadrado en el Ejército permanente. Sin embargo, la ley causó gran resentimiento en el rey, que creía que los radicales pretendían con la reforma armar al pueblo y llevar a cabo una revolución.
El rey estaba cada vez más disgustado con los radicales y trató de poner fin a su gobierno. Así, cuando el Consejo de Ministros le presentó a la firma la Ley de Municipios que había sido aprobada por amplia mayoría en la Asamblea, se negó a rubricarla. Grujić le recordó que el pacto de diciembre de 1887 incluía la promulgación de esta ley, pero ello no bastó para hacer cambiar de opinión al soberano. La situación impelió a Grujić a dimitir el 26 de abril de 1888.
La Constitución prescribía que el rey debía renunciar al trono y nombrar regentes que reinasen en nombre de Alejandro, por entonces menor de edad. El rey los nombró: ninguno era radical, pero, como los radicales eran el principal partido, les confiaron el gobierno. El rey abdicó y abandonó el país poco después de la aprobación de la Constitución en la Asamblea Nacional. Entonces Nikola Pašić fue finalmente indultado y pudo regresar a Serbia.

### El régimen radical 1889-1892
El período comprendido entre febrero de 1889 y agosto de 1892 fue el más largo de gobierno de los radicales hasta 1903 y se suele denominar el del «régimen radical». Implantaron entonces un sistema político basado en la Constitución de 1888 y aprobaron numerosas leyes. Grujić fue primer ministro durante los dos primeros años, de marzo de 1889 a febrero de 1891.
La ley electoral de marzo de 1890 permitió a los radicales extender el derecho de voto a los hombres sin apenas limitaciones. Contenía varias medidas importantes que aseguraban comicios libres: el voto secreto, el traspaso del poder durante las elecciones al presidente de la comisión electoral, la prohibición de injerencia de las autoridades estatales en las votaciones y la aprobación de sanciones para delitos electorales. Los radicales aprobaron otras dos leyes importantes sobre asuntos políticos. La primera fue la de responsabilidad ministerial de enero de 1891, que hizo a los ministros responsables tanto ante la Asamblea Nacional como ante el soberano. La responsabilidad ministerial era tanto política como penal. La segunda fue la municipal, que entró en vigor en noviembre de 1889 y que concedió autonomía a los ayuntamientos y que debía hacer de ellos el centro de la política serbia. Juntas suponían esencialmente la plasmación del programa radical.
Al final de su mandato, Grujić fue destinado como embajador serbio en Constantinopla, cargo que desempeñó de 1891 a 1893; allí continuó la política de su predecesor, Stojan Novaković. Durante su estancia constantinopolitana, hubo un conflicto entre las autoridades turcas y el Patriarcado en relación con los privilegios patriarcales. Las autoridades otomanas habían tratado de imponer un firme control sobre las escuelas serbias: en el anuncio oficial de enero de 1892 exigieron que se revisaran los estatutos de todas las escuelas no musulmanas. Grujić recomendó al cónsul serbio que aconsejara a las personas que presentaran solicitudes directamente a las autoridades turcas, de conformidad con el artículo 129 de la ley de Educación Pública en Turquía.

### Aislamiento político
Alejandro Obrenović se proclamó inopinadamente mayor de edad en una cena con los regentes el 13 de abril de 1893, con el apoyo de los mandos militares y de los ministros. Al principio, los radicales aceptaron colaborar con el rey; las nuevas elecciones parlamentarias les dieron nuevamente la mayoría de los escaños. Esto permitió a Grujić formar su tercer gobierno ese mismo año, el 23 de noviembre, tras haber fungido como ministro de Defensa del 4 de junio hasta su toma de posesión como presidente del Consejo de Ministros. A partir de ese momento, se reservó no solamente la cartera de Defensa, sino también la de Asuntos Exteriores.
La vuelta de Milan a Serbia tensó nuevamente las relaciones entre la dinastía Obrenović y los radicales. Las reuniones públicas radicales fueron prohibidas y en mayo de 1894 el rey abolió la Constitución de 1888 y restableció la adoptada en 1869. La mayoría de las leyes aprobadas durante el gobierno radical fueron cambiadas o abolidas y el soberano implantó un régimen personal.

## Servicio diplomático 1897-1903

### Embajador en San Petersburgo (1897-1899)
En este momento de apuro para los radicales, Grujić fue destinado como embajador serbio en San Petersburgo ante el zar Nicolás II, cuyo reinado comenzaba por entonces. En Serbia, hubo un fallido atentado contra Milan el 21 de junio de 1899 que el gobierno empleó como pretexto para arrestar a los más destacados dirigentes radicales y someterlos a un consejo de guerra.
Milán exigió la pena de muerte para Pašić y Taušanović como castigo por todos los conflictos que había tenido con los radicales. Pašić aceptó acusar a algunos de sus compañeros del partido (Protić y Živković) de actitudes antidinásticas y de posible inspiración del intento de asesinato a cambio de que tanto él como Taušanović salvasen la vida. Los acusados radicales fueron condenados finalmente a veinte años de trabajos forzados; además Taušanović lo fue a diez años y Pašić a cinco años de prisión. Por añadidura, el Gobierno organizó el acoso a los radicales.

### Embajador en Constantinopla (1900-1903)
Mientras, Grujić fue enviado como representante serbio Constantinopla. El fallecimiento de Milan, archienemigo de los radicales, permitió el resurgimiento de estos en la política serbia en 1901, que siguieron exigiendo la reforma de la Constitución.

## El golpe de Estado de mayo de 1903
El punto de inflexión en la historia moderna de Serbia llegó en 1903. Ese año estuvo marcado por el asesinato del rey Alejandro I de Serbia, de la reina Draga y de sus dos hermanos y de dos ministros por un grupo de jóvenes oficiales el 10 de junio de 1903. Grujić estaba por entonces en Constantinopla. El suceso supuso el fin de la dinastía Obrenović, que había gobernado Serbia con interrupciones durante más de setenta años, y permitió la instauración de un gobierno parlamentario constitucional y democrático para la época.
En junio de 1903, solo un mes después del regicidio, la Asamblea Nacional aprobó una nueva Constitución, esencialmente con el mismo texto que la de 1888. La Skupština invitó a Pedro Karađorđević a tomar la corona. El partido radical serbio no participó directamente en el golpe de Estado, pero fue uno de los grupos que más se benefició del derrocamiento de la dinastía Obrenovic. Era con mucho el partido político más popular: se calcula en 1903 el 80 % de la población de Serbia apoyaba o pertenecía al partido, por lo que la implantación de la democracia parlamentaria comportó que los radicales dominasen sustancial e ininterrumpidamente la política nacional y el gobierno hasta la Primera Guerra Mundial.

## Vuelta al gobierno

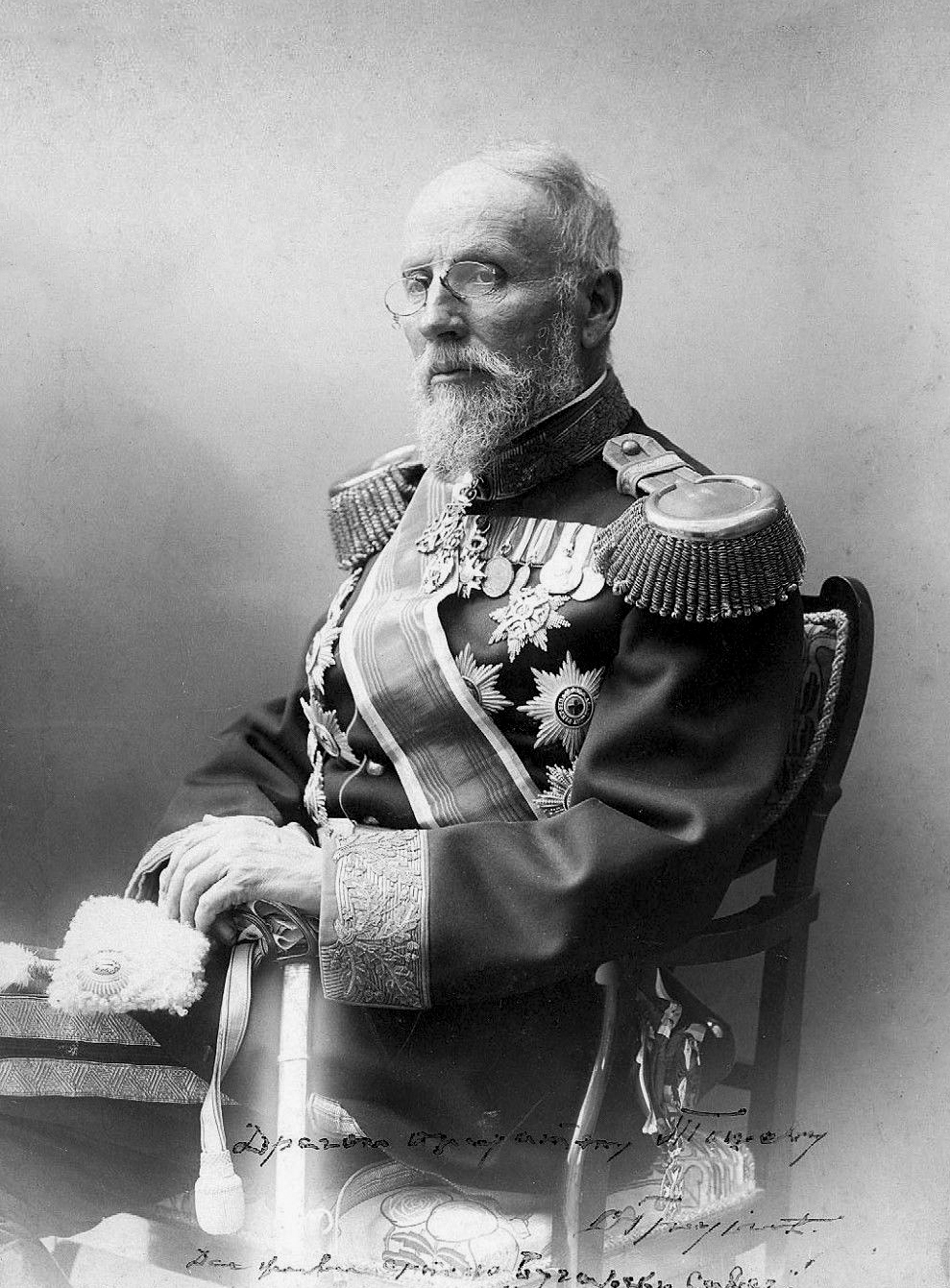
Grujić en 1912

El nuevo rey asumió la Jefatura del Estado el 15 de junio de 1903; era el tercer hijo de Alejandro Karadjordjević y se había educado en Francia y Suiza. Nacionalista serbio, había luchado en la guerra de Bosnia. Se comprometió a implantar un verdadero gobierno parlamentario.
A Grujić, que había reemplazado al gabinete de Jovan Avakumović surgido del golpe de 1903, se le ofreció formar un nuevo gobierno, bien con los viejos radicales de Pašić o con los radicales independientes. Se le concedió la presidencia del Consejo de Estado en junio y el 4 de octubre de 1903 formó un nuevo gabinete de coalición con las dos corrientes del Partido Radical, con el objetivo contar con amplio apoyo parlamentario.
Tomó posesión el 21 de noviembre y permaneció en el cargo hasta el 27 de noviembre de 1904. Las diferencias entre las dos agrupaciones radicales impidió que continuase la liga entre ambas: las dos partes constataron su desacuerdo en cuanto a la conveniencia de solicitar un préstamo internacional, comprar armas y proseguir la extensión de la red ferroviaria. Desde el 1 de marzo de 1906 hasta el 17 de abril de 1906, Grujić fue primer ministro y ministro de la Guerra. El período fue la «edad de oro» del Partido Radical, que tras veinte años de agitada existencia dominó la política nacional.

## Últimos años

### Conferencia de La Haya de 1907
Grujić encabezó la delegación serbia que acudió en 1907 a la segunda conferencia de La Haya; pasó varios meses en la ciudad neerlandesa, en calidad de presidente del Consejo de Estado serbio y delegado plenipotenciario. La conferencia se celebró del 15 de junio al 18 de octubre, contó con la participación de representantes de cuarenta y cuatro Estados y tenía por objetivo limitar la guerra, reducir los presupuestos armamentísticos y tratar de asegurar la paz. La Convención de La Haya fijó ciertas reglas bélicas a los firmantes, a diferencia de la de la de Ginebra, que determinó fundamentalmente la protección que corresponde a las víctimas de la guerra y el socorro a estas.

### Retiro y muerte
Se retiró de la política en 1906, si bien conservó la Presidencia del Consejo de Estado entre 1906 y 1910. Falleció el día de su cumpleaños en 1913, un mes después de que concluyese la segunda guerra balcánica que, junto con la primera, supuso el desmantelamiento casi total de la autoridad otomana en los Balcanes.

### Escritos
Grujić escribió varios manuales y libros militares, incluido Vojna organizacija Srbije (La organización militar de Serbia, 1874) y Osnovi vojnog uredzienja knez¡ evine Bugarske (Los cimientos de la estructura militar del principado de Bulgaria, 1880). Una de sus publicaciones más conocidas y que fue muy popular en su momento fue la historia de las guerras serbo-turcas de 1816-1818 en cuatro volúmenes, en la que escribió sobre su experiencia en la guerra; se considera uno de los mejores análisis de la contienda.

## Familia
Su primera mujer, Angelina, murió joven y Grujić se casó por segunda vez, con Milica Radovanović, en 1867;  tuvieron cuatro niños: dos varones, el capitán Borislav (Boro) Grujić (1876) y el también capitán Aleksandar (Alek) Grujić (1879) y dos mujeres, Marija (1883), casada con el general de división de Caballería Vojin Tcholak-Antich,  y Olga, dama de compañía de la Princesa Olga de Yugoslavia, casada con el profesor Milivoje S. Lozanić, hijo de Sima Lozanić.